# Radio North Sea International
Pour les articles homonymes, voir RNI.

Logo de Radio North Sea International

Radio Nordsee International (RNI), aussi connue sous le nom de Radio North Sea International en anglais et  Radio Noordzee International en néerlandais, était une radio pirate offshore européenne lancée par la firme Mebo Telecommunications, détenue par l'ingénieur suisse Edwin Bollier et son partenaire d'affaires Erwin Meister. RNI a émis pendant un peu moins de cinq ans au début des années 1970, connaissant tantôt le succès et s'avérant tantôt un désastre, et a permis à ses créateurs de faire de modestes profits financiers.
Après la fin des émissions de RNI en 1974, Mebo est devenu fournisseur de matériel électronique. Dans les années 1980, ses liens avec le régime du dirigeant libyen Mouammar Kadhafi mirent la firme en grandes difficultés, culminant avec son implication dans l'attentat de Lockerbie en 1988.